# Rajon Dsjarschynsk

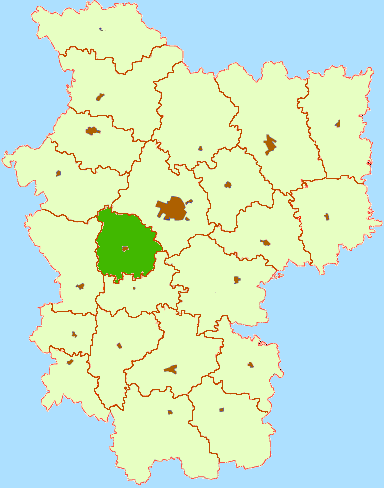
Rajon Dsjarschynsk, Karte

Der Rajon Dsjarschynsk (belarussisch Дзяржынскі раён; russisch Дзержинский район) ist eine Verwaltungseinheit in der Minskaja Woblasz in Belarus mit dem administrativen Zentrum in der Stadt Dsjarschynsk. Der Rajon hat eine Fläche von 1200 km² und umfasst 275 Ortschaften.

## Geographie
Der Rajon Dsjarschynsk liegt im Zentrum der Minskaja Woblasz. Die Nachbarrajone sind im Nordosten Minsk, im Süden Usda, im Westen Stoubzy und im Norden Waloschyn.

## Geschichte
Der Rajon Dsjarschynsk wurde am 17. April 1924 gebildet.